# Хыймалакасы
Хыймалакасы́ (чув. Хăймалакасси) — деревня в Чебоксарском районе Чувашской Республики.  Входит в состав Чиршкасинского сельского поселения.

## География
Находится в северной части Чувашии  на расстоянии приблизительно 21 км на юго-запад по прямой от районного центра поселка Кугеси.

## История
Известна с 1795 года, когда здесь (выселок деревни Вторая Турунова, ныне Эндимиркасы) было 20 дворов. В 1858 году было 156 жителей, в 1906 — 41 двор, 203 жителя, в 1926 — 52 двора, 250 жителей, в 1939 году — 274 жителя, в 1979 году — 189. В 2002 году было 50 дворов, в 2010 — 42 домохозяйства. В период коллективизации образован колхоз «Парижская коммуна», в 2010 году действовал СХПК «Искра». Действовала Троицкая церковь (1903-35). До 2002 года имела статус села.

## Население
Постоянное население составляло 116 человек (чуваши 99%) в 2002 году, 126 в 2010.